# أندرو بيرلمان
أندرو بيرلمان (بالإنجليزية: Andrew Perlman)‏، ولد 19 يونيو 1975 في بوسطن، رائد أعمال أمريكي شارك في تأسيس شركات مدعومة من شركات كبيرة في مجالات الاتصالات والتكنولوجيا الفائقة والمستحضرات الصيدلانية والطاقة والمياه والتكنولوجيا الحيوية. وهو حاليًا شريك عام في GreatPoint Ventures، ورئيس مجلس الإدارة والرئيس التنفيذي السابق لشركة GreatPoint Energy، وهي شركة مقرها في شيكاغو، إلينوي وتعمل في تطوير تكنولوجيا إنتاج الغاز الطبيعي النظيف من الفحم.
تم إدراج بيرلمان في قائمة إم آي تي تكنولوجي ريفيو لأفضل 35 مبتكرًا في العالم تحت سن 35.